# 立春
- 立春
- 雨水
- 惊蛰
- 春分
- 清明
- 谷雨
- 立夏
- 小满
- 芒种
- 夏至
- 小暑
- 大暑
- 立秋
- 处暑
- 白露
- 秋分
- 寒露
- 霜降
- 立冬
- 小雪
- 大雪
- 冬至
- 小寒
- 大寒

| 歲   | 開始             | 結束             |
| ---- | ---------------- | ---------------- |
| 辛巳 | 2001-02-03 18:28 | 2001-02-18 14:27 |
| 壬午 | 2002-02-04 00:24 | 2002-02-18 20:13 |
| 癸未 | 2003-02-04 06:05 | 2003-02-19 02:00 |
| 甲申 | 2004-02-04 11:56 | 2004-02-19 07:50 |
| 乙酉 | 2005-02-03 17:43 | 2005-02-18 13:31 |
| 丙戌 | 2006-02-03 23:27 | 2006-02-18 19:25 |
| 丁亥 | 2007-02-04 05:18 | 2007-02-19 01:08 |
| 戊子 | 2008-02-04 11:00 | 2008-02-19 06:49 |
| 己丑 | 2009-02-03 16:49 | 2009-02-18 12:46 |
| 庚寅 | 2010-02-03 22:47 | 2010-02-18 18:35 |
| 辛卯 | 2011-02-04 04:32 | 2011-02-19 00:25 |
| 壬辰 | 2012-02-04 10:22 | 2012-02-19 06:17 |
| 癸巳 | 2013-02-03 16:13 | 2013-02-18 12:01 |
| 甲午 | 2014-02-03 22:03 | 2014-02-18 17:59 |
| 乙未 | 2015-02-04 03:58 | 2015-02-18 23:49 |
| 丙申 | 2016-02-04 09:46 | 2016-02-19 05:33 |
| 丁酉 | 2017-02-03 15:34 | 2017-02-18 11:31 |
| 戊戌 | 2018-02-03 21:28 | 2018-02-18 17:18 |
| 己亥 | 2019-02-04 03:14 | 2019-02-18 23:03 |
| 庚子 | 2020-02-04 09:03 | 2020-02-19 04:57 |
| 辛丑 | 2021-02-03 14:58 | 2021-02-18 10:43 |
| 壬寅 | 2022-02-03 20:51 | 2022-02-18 15:45 |
| 癸卯 | 2023-02-04 02:42 | 2023-02-18 22:34 |
| 甲辰 | 2024-02-04 08:27 | 2024-02-19 04:13 |
| 乙巳 | 2025-02-03 14:10 | 2025-02-18 10:06 |

數據來源：噴氣推進實驗室線上曆書系統
立春，是二十四节气中的第一個節氣，即太陽到達黃經315°之時，在公历每年2月3日至5日之间，斗指艮，表示着春天之开始。从此日一直到立夏这段期间，都称为春季。 元旦標誌著新一年的開始，而立春則是真正春天的開始，也是古代所指的春節，而術數上立春亦是新一年的新開始。單純以官方史書紀年，則以正月初一為該年生肖開始。八字算命師以立春日為該年生肖開始。

## 节日

### 农历
立春是二十四節氣之首，在漢朝是重要傳統節日，又称立春節或春節。
中国农村有俗语“腊月立春春水早，正月立春春水迟”。双春年指在某一農曆年岀現了兩次立春。若没有立春则是无春年，南方称“盲年”，北方称“寡妇年”。

### 农民节
1941年，中华民国國民政府農林部在戰時首都重慶舉行的第一次全國農林行政會議上決議，定每年立春日為農民節，呈奉行政院核定公布。

## 習俗

### 迎春礼
迎春是古代立春日的重要习俗和农业礼仪，曾在中国延续近两千年。东汉时期，在京城洛阳举行的立春迎春称为“迎气” ，是五个迎气礼仪之一。

### 鞭春
由古代的祭春典禮演變，大約從漢朝開始，京府與各州、縣官府會於立春前一日，於正門前東、西側放置用泥土塑造的耕人與耕牛像，藉以象徵春天來臨，提醒農民準備春耕。起初只是靜態的陳列，後來演變成「鞭打春牛」的活動，土塑的耕人被活人扮演的勾芒神所代替，勾芒神身穿綠色衣服，手執楊柳或絲杖鞭打土牛，示意喚醒牛隻準備耕作，是謂「鞭春」。按照歷代風俗，官吏鞭春後，民眾會爭奪春牛身上的土片，以撒到自家田地中，冀望當年的農作物獲取大豐收。

### 咬春
立春當天，用餅皮包裹生菜，做成春餅或春卷，大家分食，祈求身體健康，稱之為「咬春」。

### 立蛋
立春時湖南省的民俗遊戲是將雞蛋手扶在平面久立後，嘗試鬆手後讓蛋不倒。有些地区也在春分或端午进行立蛋遊戲。

### 存钱
新加坡和马来西亚坊间盛传立春这天存钱有让一整年都有钱进账、财源滚滚的寓意。当地人每逢立春都会根据自己生肖所属的吉时前往银行进行存款。

## 物候
- 東風解凍：凍結於冬，遇春風而解，不曰春而曰東者，《呂氏春秋》曰：“東方屬木。”木，火母也，火氣溫，故解凍。
- 蟄蟲始振：蟄，藏也；振，動也；蟄藏之蟲，因春氣至而皆蘇動之矣。鮑氏曰：「動而未出，至二月乃大驚而走也。」
- 魚陟負冰：原為魚上冰，《元史志》改為魚陟負冰。陟，升也；魚當盛寒，伏水底而逐暖，至正月陽氣至，則上游而近冰，故曰負。